# 1974 у футболі
Нижче наведені футбольні події 1974 року у всьому світі.

## Події
- Відбувся десятий чемпіонат світу, перемогу на якому здобула збірна ФРН.
- Відбувся дев'ятий кубок африканських націй, перемогу на якому здобула збірна Заїру.

## Національні чемпіони
- Англія: Лідс Юнайтед
- Аргентина: Сан-Лоренсо де Альмагро
- Бразилія: Васко да Гама
- Італія: Лаціо
- Іспанія: Барселона
- НДР: Магдебург
- Нідерланди: Феєнорд
- СРСР: Динамо (Київ)
- ФРН: Баварія (Мюнхен)
- Югославія: Хайдук (Спліт)